# Landungsbrücken (metropolitana di Amburgo)
Landungsbrücken stazione è una stazione ferroviaria e hub di trasporto, che si trova presso i Landungsbrücken, nel quartiere St. Pauli di Amburgo. Si trova sulla S-Bahn linea e la Città di Amburgo U-Bahn.

## Metropolitana
Il primo U-Bahn di Amburgo è stato avviato nel 1906 dal Hochbahn Hamburger. Si forma un anello intorno alla città interna. Una stazione è stata costruita vicino al Landungsbrücken in pendenza della Stintfang, progettato dagli architetti, Johann Emil Schaudt e Walter Puritz. La stazione, che si chiama Landungsbrücken oggi, è stato costruito semi-aperto, il che significa che l'estremità occidentale è coperto da una lastra di cemento e l'estremità orientale è lasciata aperta. La stazione con il nome di Hafentor (Harbor gate), insieme al tratto Millerntor - Rathaus (oggi St. Pauli - Rathaus), infine, è andato in funzione il 29 giugno 1912. L'imponente torre all'ingresso e la fermata della ferrovia sopraelevata, progettato da Emil Schaudt, sono state abbattute durante la costruzione della Città-S-Bahn. Il nuovo ingresso con un tetto di rame (progettato da Hans LM loop e Fritz Trautwein) è collegato ai attracchi per navi traghetto da un ponte pedonale.
L'ingresso orientale creata da Walter Puritz ed è stata costruita nel 1920.

## S-Bahn
La stazione Landungsbrücken della S-Bahn esiste dal 1975. Fa parte della galleria di linea della città dalla stazione principale di Amburgo a Altona, che è stato completamente aperto nel 1979. A causa di un treno S-Bahn che ardeva nella stazione il 30 settembre 1984, la stazione è già dovuto essere completamente rinnovato.
L'ingresso principale della stazione è dotata di una scala mobile e si trova all'interno della U-Bahn edificio della stazione. C'è un ingresso laterale Eichholz strada.

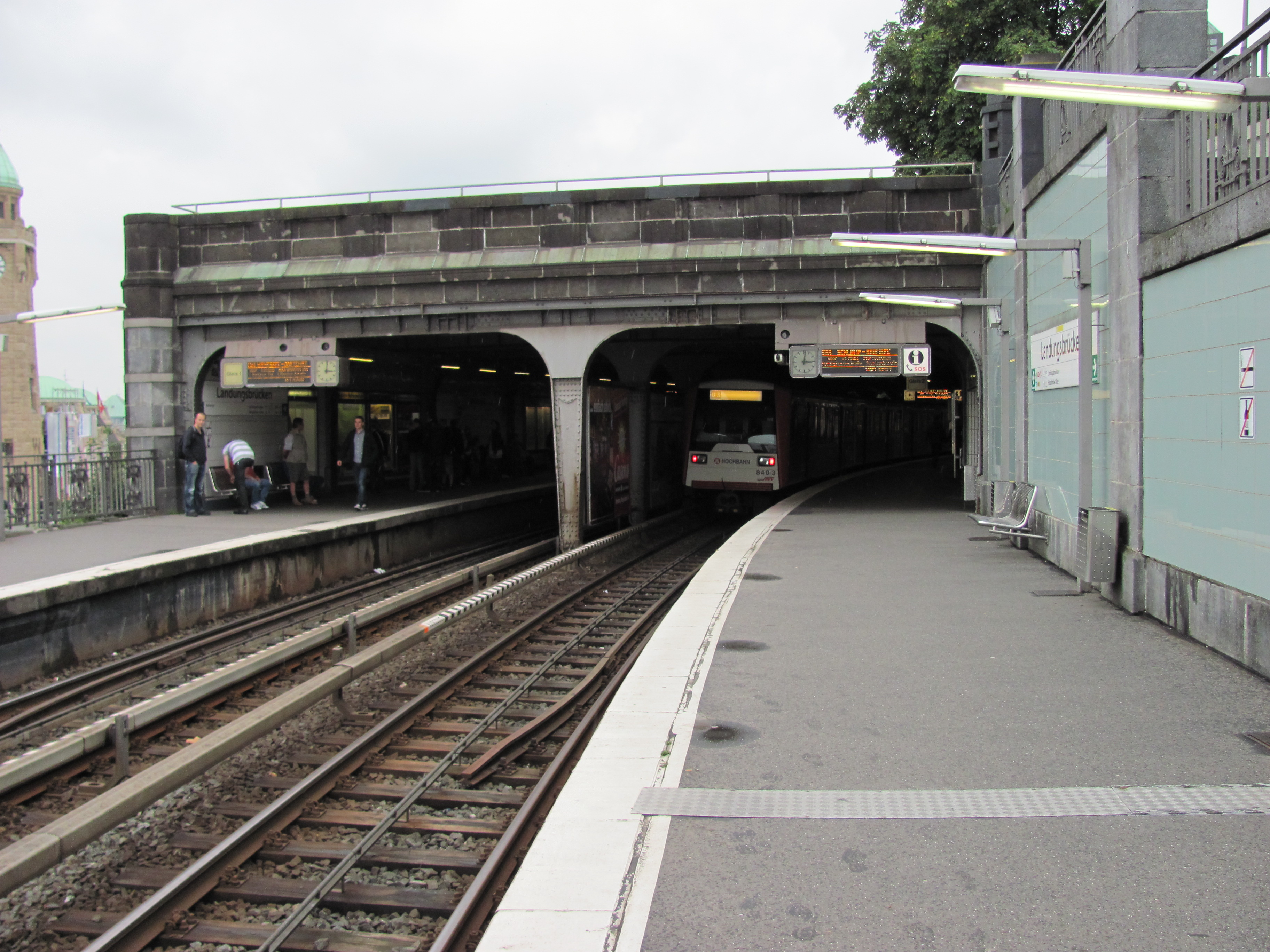
Banchina della U3
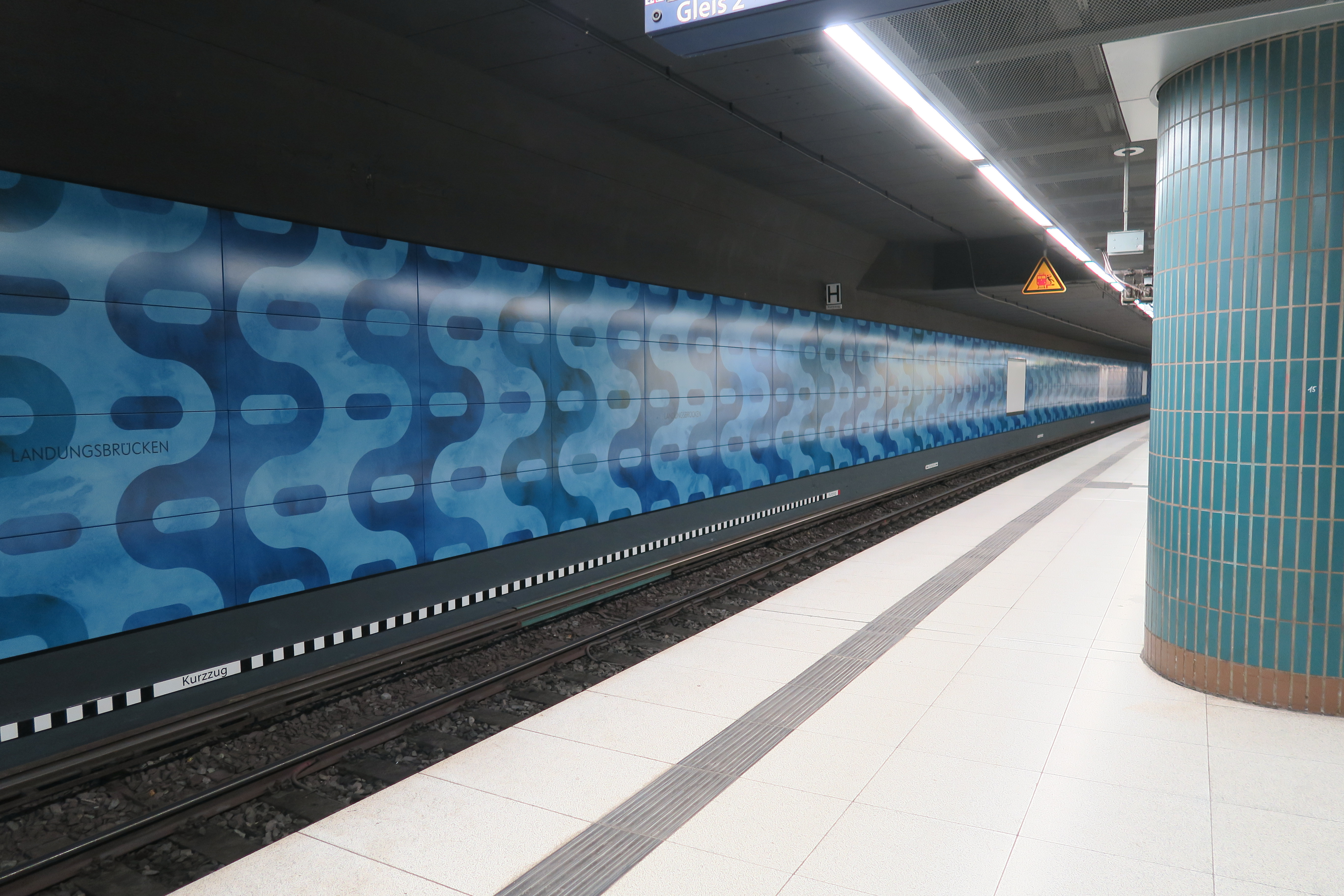
Banchina della S-Bahn